# 加茂郷駅
加茂郷駅（かもごうえき）は、和歌山県海南市下津町黒田にある、西日本旅客鉄道（JR西日本）紀勢本線（きのくに線）の駅。
旧・下津町の中心部に近く、利用者も多い。

## 歴史
- 1924年（大正13年）2月28日：鉄道省紀勢西線の駅として開業[1][3]。
- 1959年（昭和34年）7月15日：現在の紀勢本線が全通、紀勢本線所属となる[1]。
- 1984年（昭和59年）2月1日：貨物取扱を廃止[3]。
- 1985年（昭和60年）3月14日：荷物扱い廃止[3]。
- 1987年（昭和62年）4月1日：国鉄分割民営化に伴い、西日本旅客鉄道（JR西日本）の駅となる[1][3]。
- 2020年（令和2年）3月14日：ICカード「ICOCA」の利用が可能となる[4]。
- 2021年（令和3年）
  - 3月12日：この日をもって窓口の営業を終了[2]。
  - 3月13日：この日より終日無人駅となる[2]。

## 駅構造
和歌山駅が管理する無人駅。単式・島式の複合型2面3線のホームを有する、中間待避線構造の地上駅。単式1番ホーム側に駅舎があり、島式の2・3番ホームへは跨線橋で連絡している。古くからの駅舎が使われている。駅舎内には、券売機がある。

### のりば
| のりば | 路線       | 行先               | 備考                    |
| ------ | ---------- | ------------------ | ----------------------- |
| 1      | きのくに線 | 和歌山・天王寺方面 | 一部2番のりば           |
| 2・3   | きのくに線 | 御坊・新宮方面     | 2番のりばは一部列車のみ |

- 上表の路線名は旅客案内上の名称（愛称）で表記している。
- 下り本線は1番のりば、上り本線は3番のりば。2番のりばは上下線共通の待避線であるが、2015年3月14日現在のダイヤでは当駅での待避は設定されておらず、線路保守目的を兼ねた停車のみとなっている。

## 利用状況
近年の1日平均乗車人員は以下の通りである。
| 年度   | 1日平均 乗車人員 |
| ------ | ---------------- |
| 1998年 | 1,368            |
| 1999年 | 1,305            |
| 2000年 | 1,197            |
| 2001年 | 1,136            |
| 2002年 | 1,072            |
| 2003年 | 1,058            |
| 2004年 | 1,044            |
| 2005年 | 987              |
| 2006年 | 1,007            |
| 2007年 | 1,003            |
| 2008年 | 1,010            |
| 2009年 | 966              |
| 2010年 | 1,008            |
| 2011年 | 960              |
| 2012年 | 924              |
| 2013年 | 904              |
| 2014年 | 816              |
| 2015年 | 846              |
| 2016年 | 804              |
| 2017年 | 757              |
| 2018年 | 708              |
| 2019年 | 670              |
| 2020年 | 573              |
| 2021年 | 564              |
| 2022年 | 541              |

## 駅周辺
- 海南市下津行政局（旧下津町役場）
- 国道42号
- 海南市立下津第二中学校
- 和歌山県立海南高等学校下津分校（廃校）
- 海南市立海南下津高等学校
- 日本郵便 加茂郷郵便局
- 紀陽銀行加茂郷支店

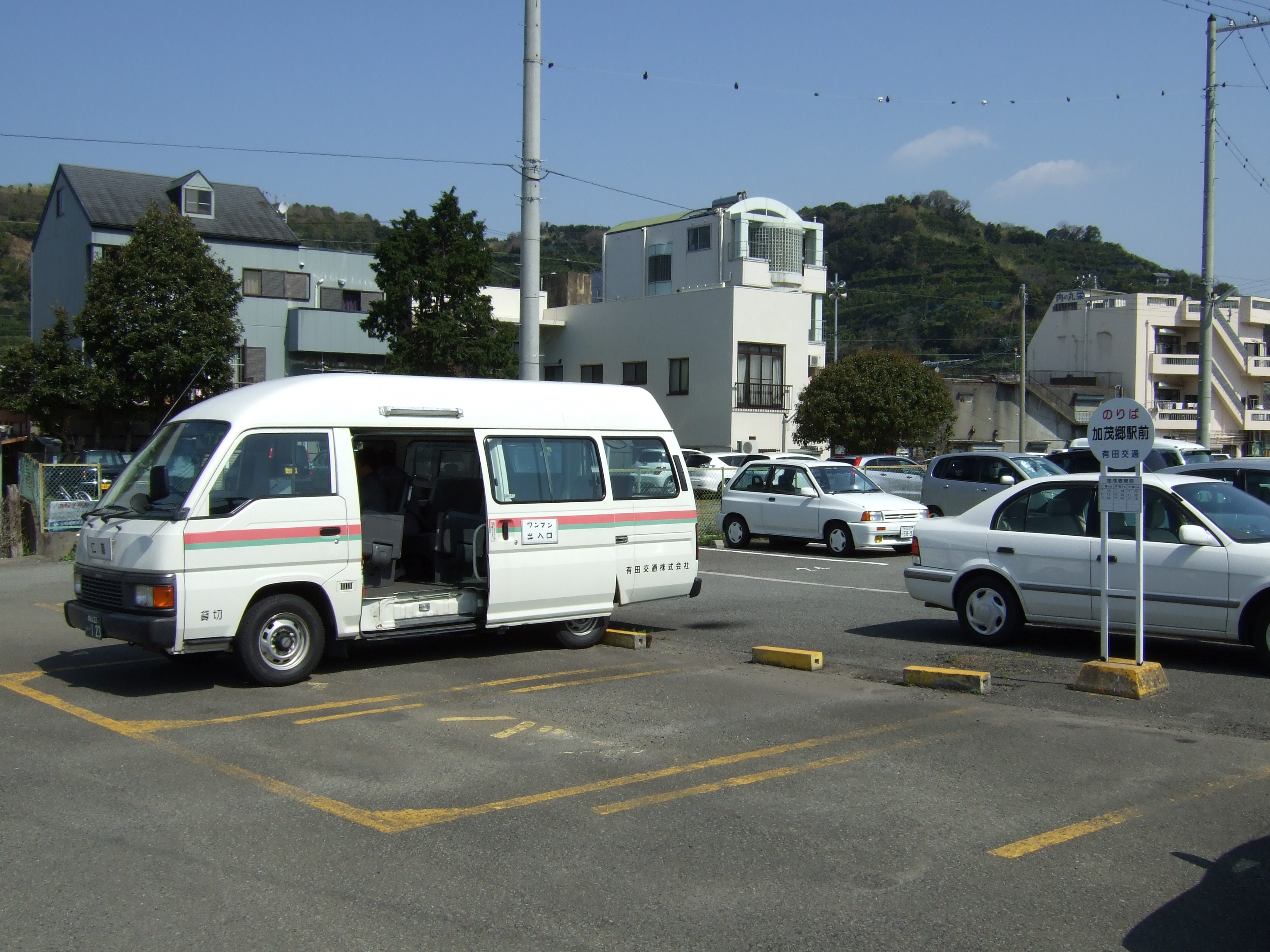
駅前に乗り入れる、ワゴン車を使用した路線バス（2007年3月）

- 海南市コミュニティバス「加茂郷駅前」停留所

## 隣の駅
西日本旅客鉄道（JR西日本）
 きのくに線（紀勢本線）
■快速
箕島駅 - 加茂郷駅 - 海南駅
■普通（阪和線内で直通快速または紀州路快速となる列車を含む）
下津駅 - 加茂郷駅 - 冷水浦駅